# Neopsis amazonica
Neopsis amazonica är en insektsart som beskrevs av Hamilton 1983. Neopsis amazonica ingår i släktet Neopsis och familjen dvärgstritar. Inga underarter finns listade i Catalogue of Life.